# Banty Tim
Banty Tim è un cortometraggio muto del 1913 prodotto dalla Lubin. Il nome del regista non viene riportato nei credit del film.

## Produzione
Il film fu prodotto dalla Lubin Manufacturing Company.

## Distribuzione
Distribuito dalla General Film Company, il film - un cortometraggio di 200 metri - uscì nelle sale USA il 19 dicembre 1913. Nelle proiezioni, veniva programmato con il sistema dello split reel, accorpato in un'unica bobina con un altro cortometraggio prodotto dalla Lubin, il documentario Growing and Gathering Cocoa Beans.